# 高新二路站
高新二路站是一个位于中华人民共和国湖北省武汉市洪山区九峰街道光谷四路与高新二路交叉口东南侧，属于光谷空轨的铁路车站。车站靠近武汉有轨电车光谷四路站。

## 站台结构
采用2个侧式站台。